# Miasto bez Świąt
Miasto bez Świąt (ang. A Town Without Christmas) – amerykański dramat filmowy z 2001 roku w reżyserii Andy'ego Wolka. Zdjęcia kręcono w kanadyjskiej Nowej Szkocji. Film doczekał się kontynuacji w postaci filmów Prezent na święta (2003) oraz Anioły w mieście (2004).

## Fabuła
W małym miasteczku Seacliff znika chłopiec. Wcześniej Chris postanawia napisać list do Św. Mikołaja, w którym deklaruje, że chce opuścić ten świat, aby nie być problemem dla rozwodzących się rodziców. W obawie o bezpieczeństwo chłopca mieszkańcy miasteczka rozpoczynają poszukiwania. Do miasteczka przybywają reporterka M.J. Jensen (Patricia Heaton), pisarz David Reynolds (Rick Roberts) oraz tajemniczy staruszek Max (Peter Falk).

## Obsada
- Patricia Heaton jako M.J. Jensen
- Rick Roberts jako David Reynolds
- Ernie Hudson jako Ted
- Isabella Fink jako Megan
- Jeffrey R. Smith jako Syd
- Daniel Kash jako burmistrz Dennis
- Marnie McPhail jako Isabel
- Peter Falk jako Max